# Sovicille
Sovicille ist eine italienische Gemeinde mit 9885 Einwohnern (Stand 31. Dezember 2023) in der Provinz Siena der Region Toskana.

## Geografie

Lage von Sovicille in der Provinz Siena

Sovicille befindet sich ca. 10 km südwestlich der Provinzhauptstadt Siena und ca. 50 km südlich der Regionalhauptstadt Florenz. Die Gemeinde liegt in der Hügelkette Montagnola Senese im Mersetal (Val di Merse), wo auch die Flüsse Elsa und Rosia entspringen. Sovicille liegt in der klimatischen Einordnung italienischer Gemeinden in der Zone D, 1 797 GG.
Zu den Ortsteilen zählen Ancaiano, Brenna, Orgia, Rosia, San Rocco a Pilli, Tegoia, Torri und Volte Basse. Weitere Orte (località) sind Ampugnano, Barontoli, Cerreto Selva, Malignano, Ponte allo Spino, Recenza, San Giusto, Simignano, Stigliano, Toiano und Tonni.
Die Nachbargemeinden sind Casole d’Elsa, Chiusdino, Monteriggioni, Monteroni d’Arbia, Monticiano, Murlo und Siena.

## Geschichte
Erstmals wurde der Ort am 23. April 1123 von Alexander III. unter dem Namen Sufficille erwähnt. Der Name entstammt wahrscheinlich dem lateinischen Sub (unter) und ficinulae/ficus (Feigenbäumchen). 1260 wurde der Ort von Florenz besetzt, doch nach deren Niederlage in der Schlacht von Montaperti im gleichen Jahr fiel der Ort Siena zu. Bereits im 13. Jahrhundert wurde die Gemeinde mit eigenen Statuten gegründet. 1333 wurde Sovicille von Pisa überfallen und niedergebrannt.

## Sehenswürdigkeiten

### Kirchen

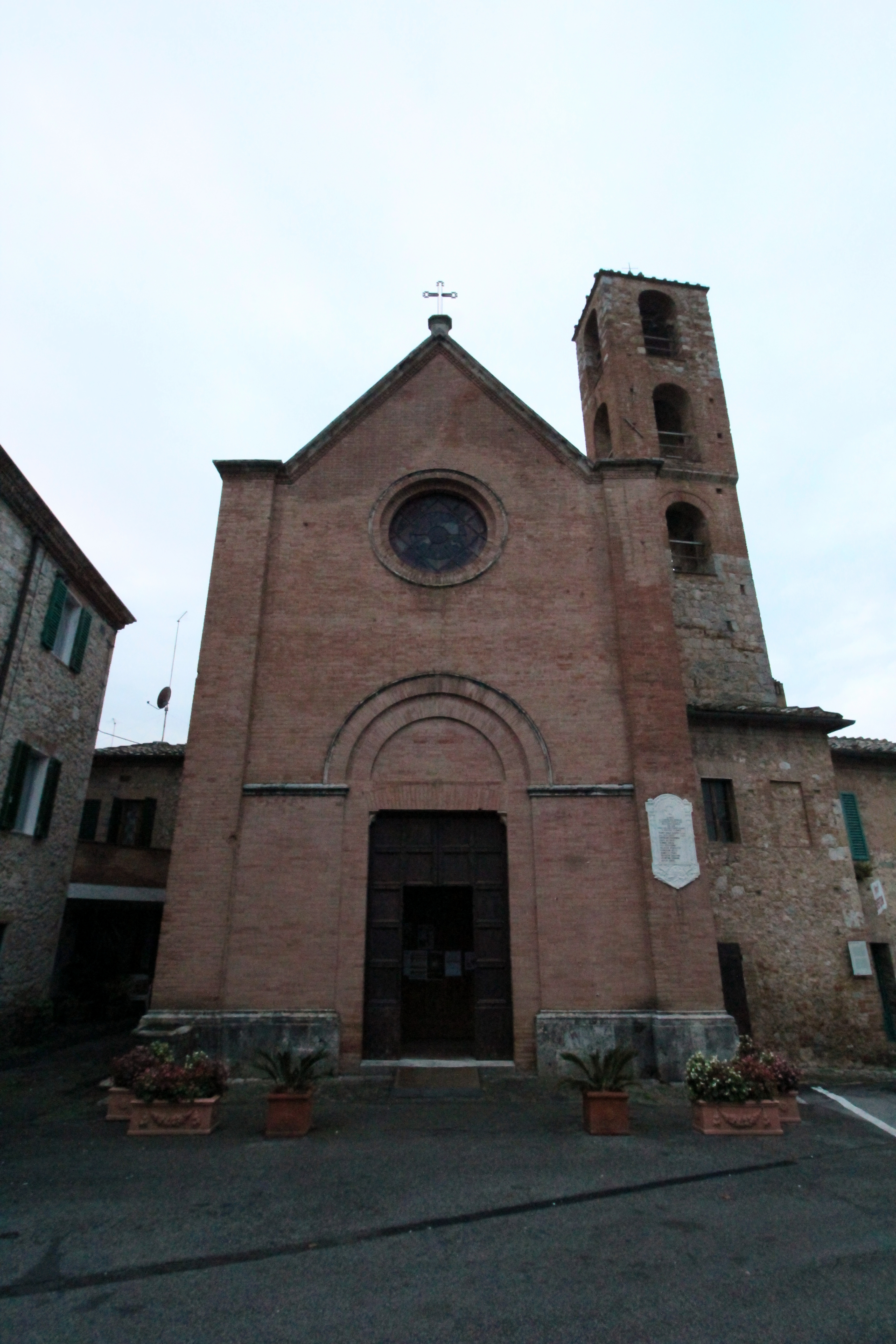
San Lorenzo, Pieve im Ortskern

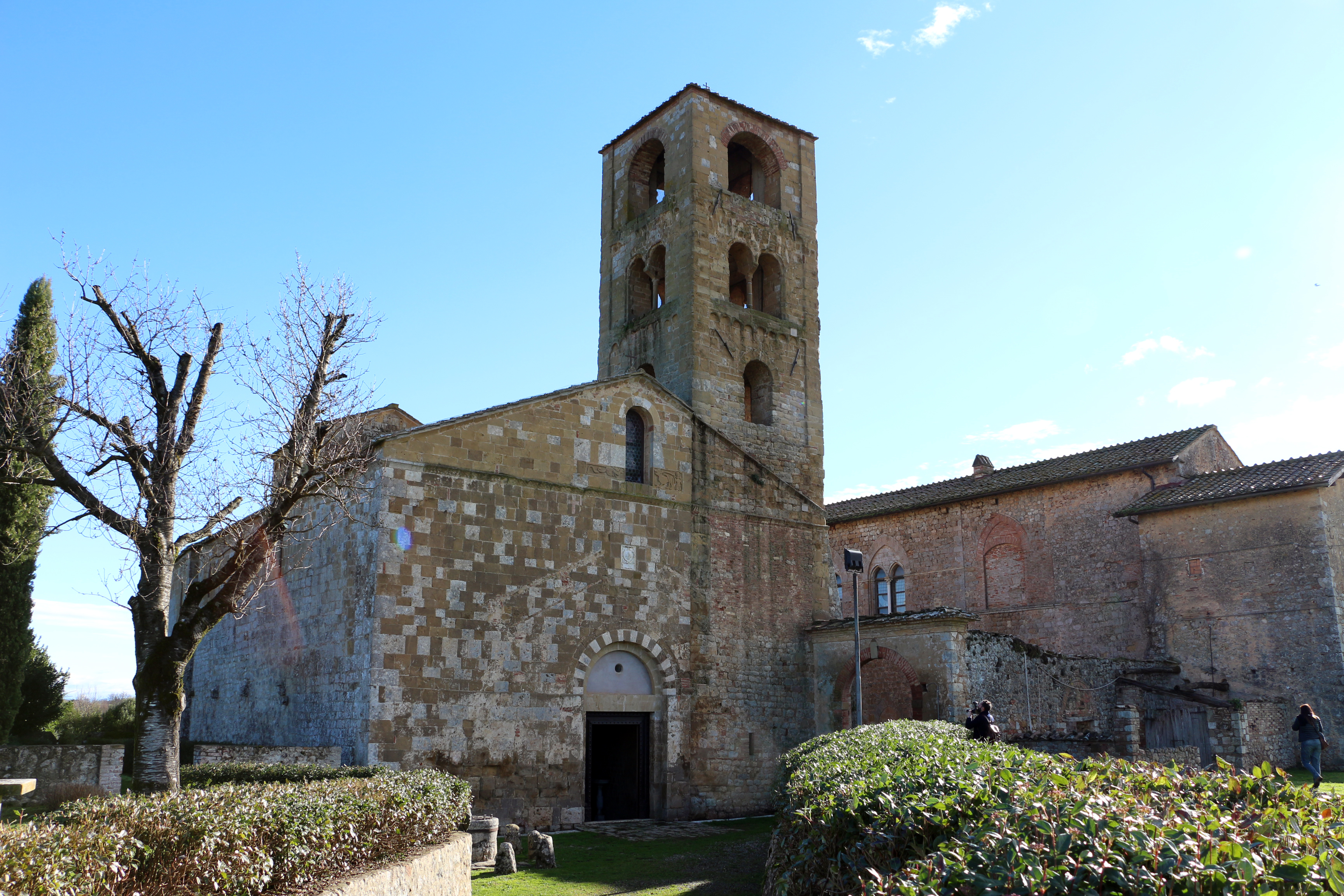
Die Pieve di San Giovanni Battista a Ponte allo Spino

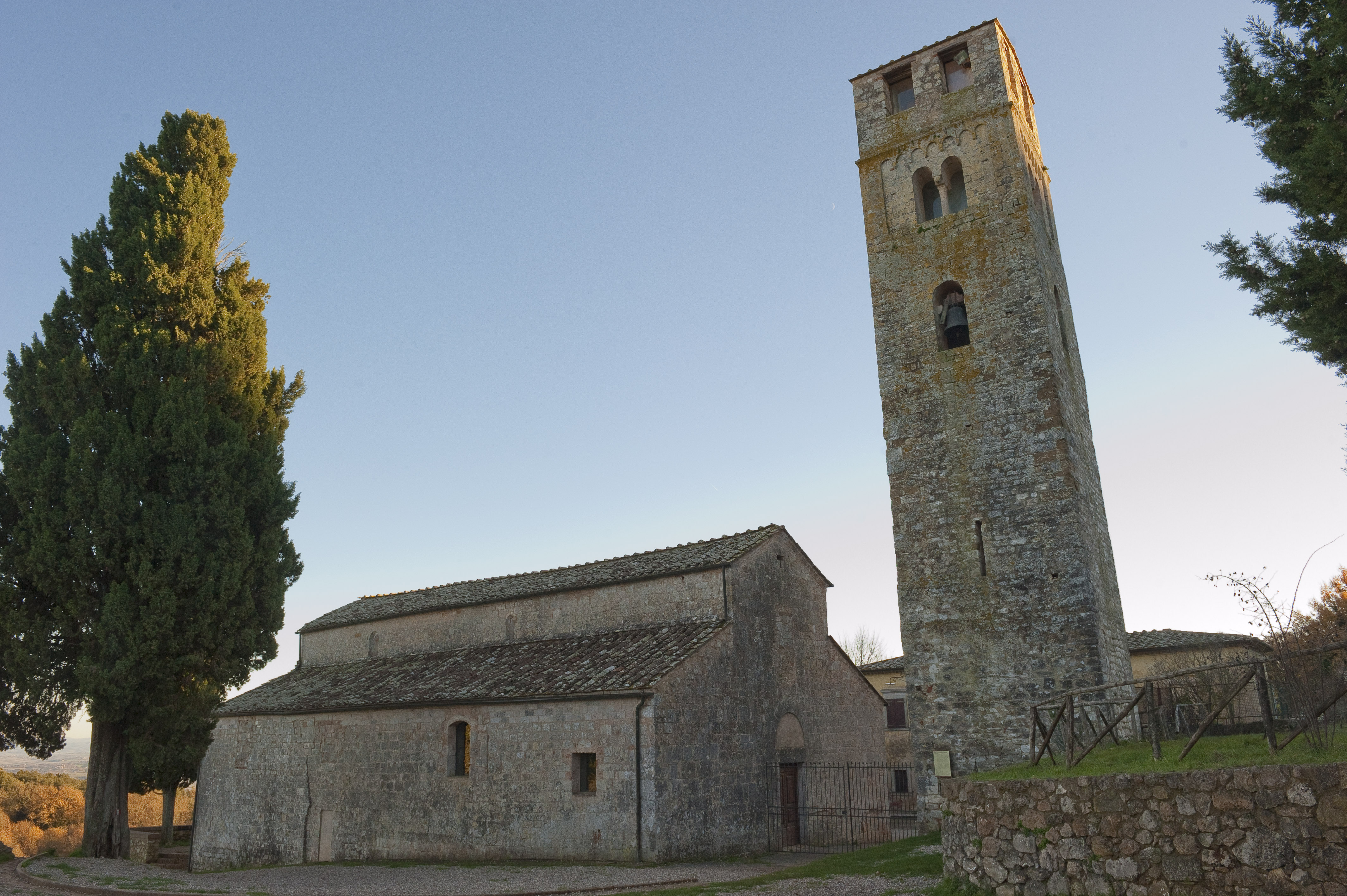
Die Pieve di San Giovanni Battista a Pernina

- San Lorenzo, Kirche im Hauptort aus dem 14. Jahrhundert, enthält das Werk Madonna col Bambino e i Santi Giovanni Evangelista, Michele Arcangelo, Caterina d’Alessandria, Agata, Lorenzo e Pietro von Alessandro Casolani.[4]
- Pieve di San Giovanni Battista a Ponte allo Spino, bereits 1189 erwähnte Pieve, enthält das von Francesco Bandini Piccolomini, Erzbischof von Siena in Auftrag gegebene Tafelgemälde Madonna col Bambino e i Santi Pietro, Giovanni Battista, Biagio e Paolo von Bartolomeo Neroni.[4]
- Chiesa della Compagnia della Madonna, Kirche in Ponte allo Spino, entstand am Anfang des 17. Jahrhunderts auf Willen des späteren Papstes Alexander VII. Enthielt am Hochaltar das Fresko Madonna col Bambino con Dio Padre benedicente tra angeli musicanti e i Santi Francesco, Carlo Borromeo, Bernardino da Siena, Giovanni Battista, Girolamo, Antonio Abate, Caterina da Siena e Lorenzo.[4]
- Pieve dei San Giusto e Clemente a Balli, bereits 1078 erwähnte Pieve.[4]
- Pieve di San Giovanni Battista a Molli, bereits im 11. Jahrhundert erwähnte Pieve, die im 18. Jahrhundert umfangreich erneuert wurde.[4]
- Pieve di San Giovanni Battista a Pernina, bereits 1078 dokumentierte Pieve, enthielt das Werk Madonna col Bambino von Luca di Tommè, welches sich heute im Museo civico e d’arte sacra in Colle di Val d’Elsa befindet.[4]
- Pieve di San Giovanni Battista a Rosia im Ortsteil Rosia.
- Sant’Andrea ad Ampugnano, Kirche in Ampugnano. Enthält ein Fresko aus dem 15. Jahrhundert.[4]
- San Bartolomeo ad Ancaiano, Kirche aus dem 16. Jahrhundert. Wurde im Krieg zwischen Siena und Florenz 1554/1555 erheblich beschädigt, im 17. Jahrhundert neu errichtet und 1660 erneut geweiht. Enthält das Werk Martirio di San Bartolomeo (1644) von Astolfo Petrazzi.[4]
- San Bartolomeo a Orgia, Kirche im Ortsteil Orgia aus dem 11. Jahrhundert.[4]
- San Bartolomeo, Pieve in San Rocco a Pilli, romanischen Ursprungs. Wurde von 1820 bis 1824 von Agostino Fantastici erneuert und umgebaut.[4]
- Santi Bartolomeo e Quirico, Kirche in Tonni, die erstmals 1251 erwähnt wurde.[5]
- Santi Fabiano e Sebastiano, Kirche im Ortsteil Stigliano.
- San Giovanni Battista, Kirche in Recenza.
- Oratorio della Madonna delle Grazie, Oratorium aus dem 16. Jahrhundert kurz außerhalb von Sovicille an der Straße nach Malignano und Rosia.[4]
- San Magno, Kirche in Simignano (im 12. Jahrhundert erwähnt).[6]
- Santa Maria a Radi, Kirche aus dem 12. Jahrhundert[4] an der Burg von Radi di Montagna.
- Santa Mustiola (auch Monastero della Santissima Trinità e Santa Mustiola), Kirche und Kloster im Ortsteil Torri, bereits im 11. Jahrhundert dokumentiert. Enthält von Luca di Tommè das Tafelgemälde Madonna col Bambino.[4]
- San Pietro, Kirche in Barontoli, die erstmals 1081 dokumentiert wurde.[7]
- Santo Stefano a Cerreto, Kirche bei Cerreto Selva.
- Cappella della Fattoria di Malignano, 1831 durch Agostino Fantastici entstanden.[4]

### Weitere Bauwerke

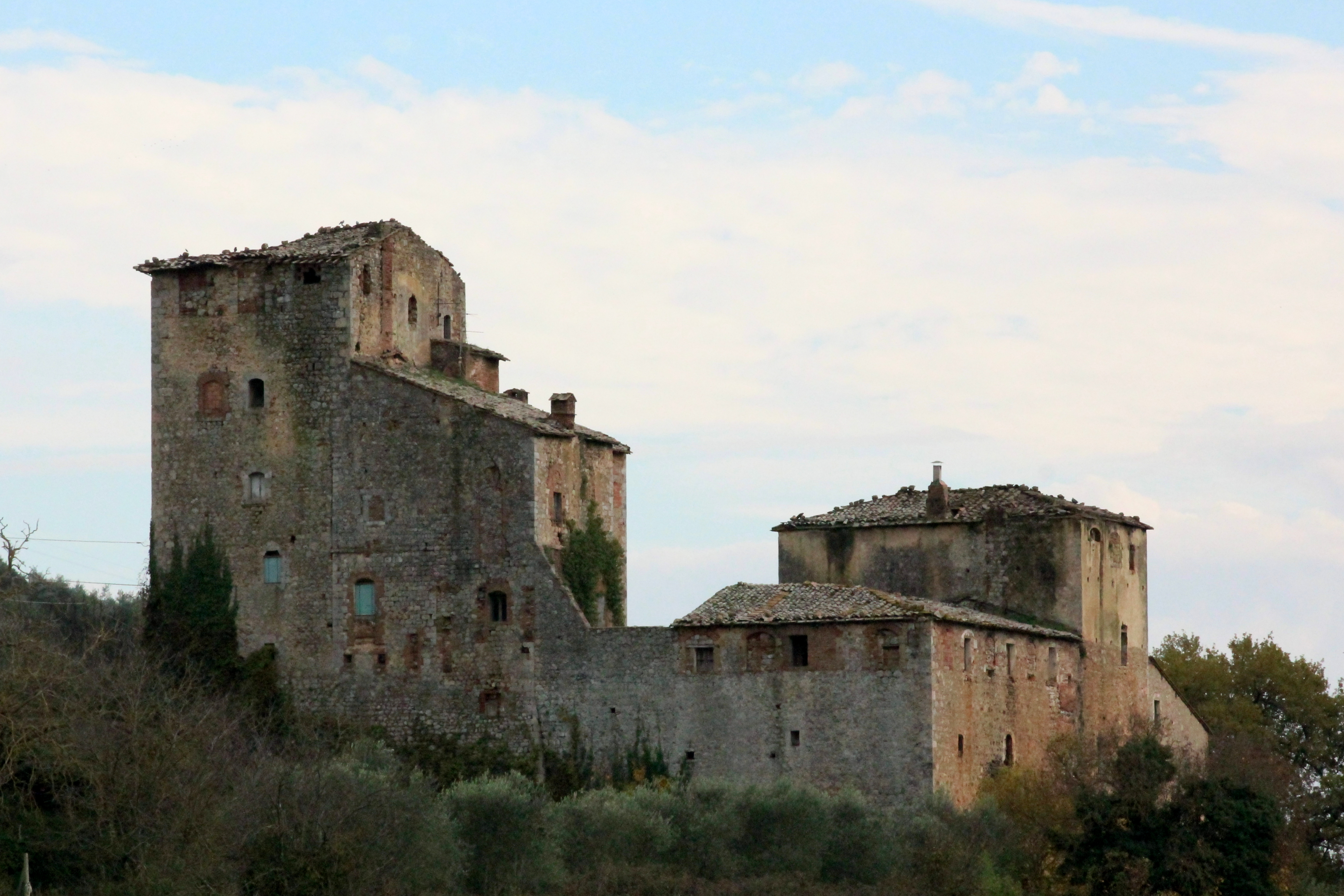
Der Palazzaccio di Toiano in Toiano

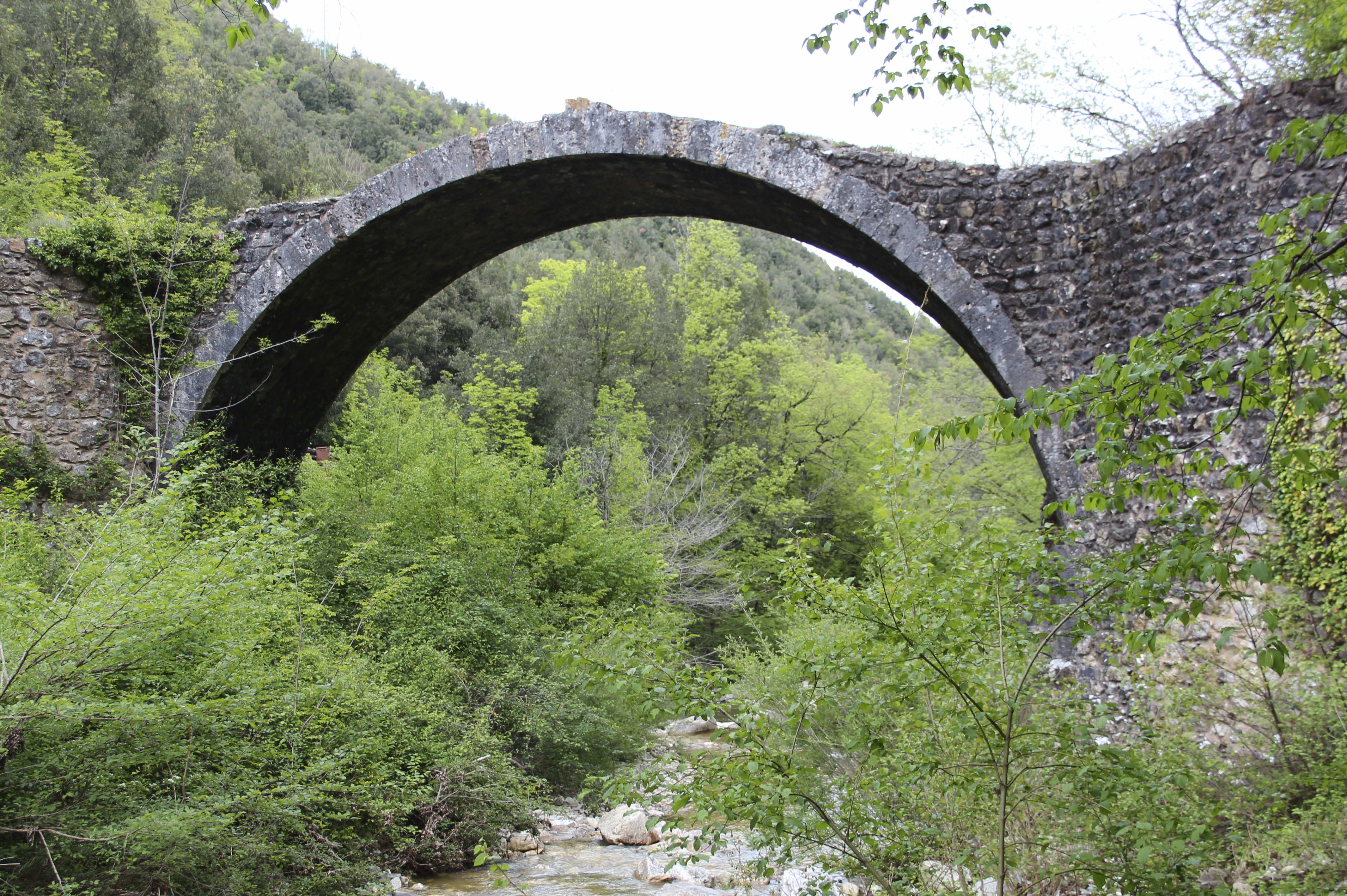
Die Brücke Ponte della Pia nahe dem Ortsteil Rosia

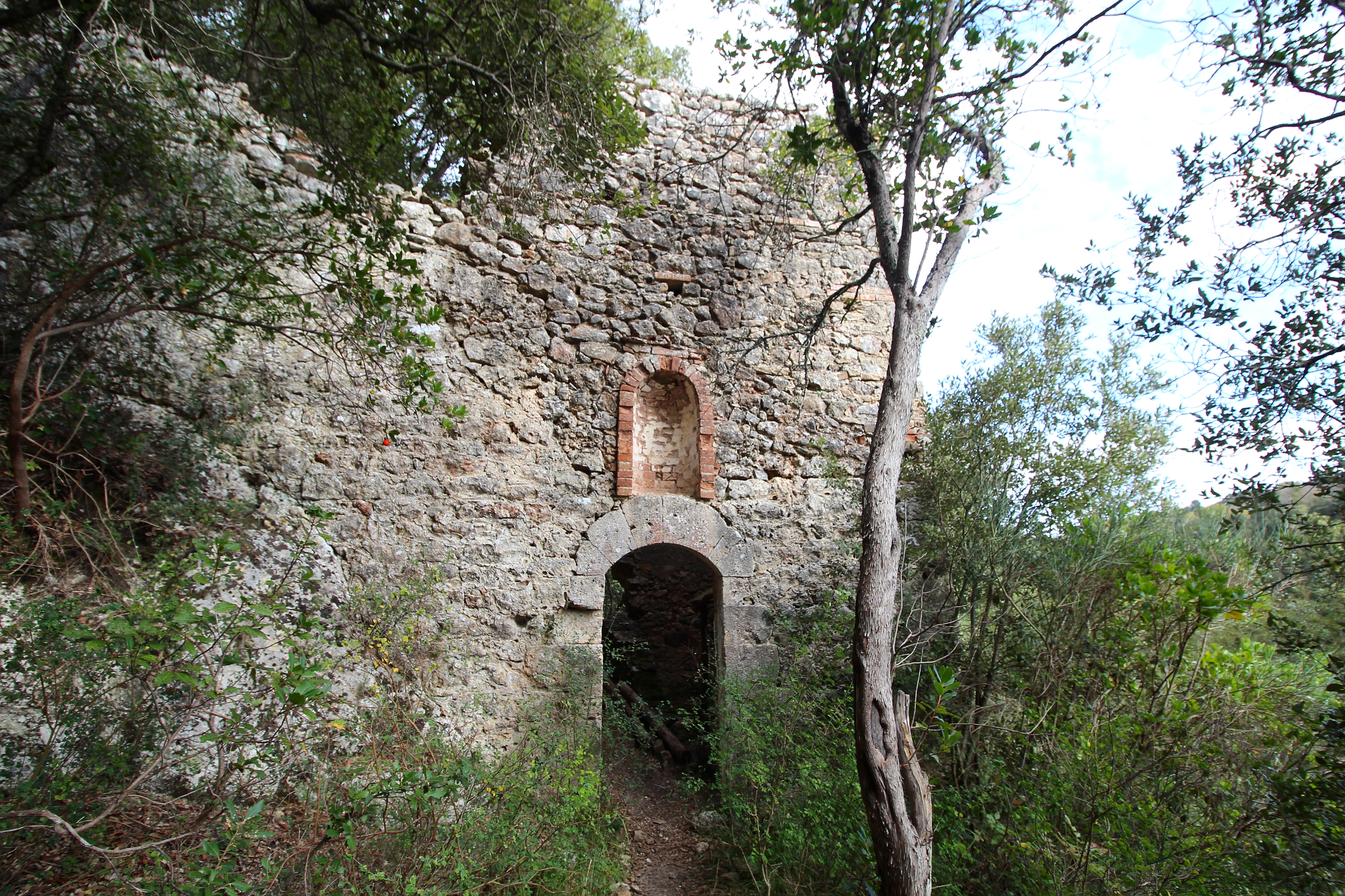
Ruine der Einsiedelei Eremo di Motrano

- Castello di Capraia, Burg der Ardengheschi nahe Orgia.
- Castello di Celsa, Burg und Villa. Wurde 1377 als Palatium Cierse Christofani ser Nardi erwähnt und am 18. Mai 1554 von den Truppen von Karl V. im Konflikt zwischen Florenz und Siena zerstört. Wurde danach im 16. Jahrhundert in eine Villa umgestaltet.[8]
- Castello di Montarrenti, erstmals im 12. Jahrhundert dokumentiert.[9]
- Castello di Radi di Montagna, Burg, die bereits im 12. Jahrhundert dokumentiert wurde.[10]
- Castiglion Balzetti, auch Castiglion Che Dio Sol Sa genannt, Burgruine im Wald nahe dem Merse. Wurde erstmals im 13. Jahrhundert erwähnt.[11]
- Palazzo al Piano, ehemalige Burg aus dem Mittelalter. Das heutige Gebäude entstand über den Resten der Burg im 19. Jahrhundert.[12]
- Poggiarello di Toiano, Burg kurz außerhalb von Toiano.
- Palazzo Lechner, im 11. Jahrhundert erwähnt.[13]
- Palazzaccio di Toiano, befestigtes Gebäude in Toiano.
- Ponte della Pia, mittelalterliche Brücke über den Fluss Rosia, benannt nach Pia de’ Tolomei.
- Villa Cetinale, von 1676 bis 1678 im Auftrage Flavio Chigis von Carlo Fontana erbaut. 1688 wurde der Giardino formale, auch Giardino degli agrumi genannt, fertiggestellt, 1705 der Parco della Tebaide (Thebais-Park).[14]

### Sonstige Sehenswürdigkeiten
- Area archeologica di Malignano, Nekropole der Etrusker bei Malignano.
- Eremo di Motrano, auch Romitorio di Motrano genannt, Ruine einer Einsiedelei etwa 1 km nordwestlich des Ortsteils Simignano gelegen. Wurde erstmals 1593 in einem Brief des Eremiten Girolamo Savelli da Montalcino dokumentiert und enthält Bauelemente, die im 12. Jahrhundert datierbar sind.[15]

## Verkehr
Der Flughafen Siena liegt auf dem Gemeindegebiet von Sovicille, im (inoffiziellen) Stadtteil Ampugnano (zwischen Sovicille und San Rocco a Pilli an der Staatsstraße 73 Senese Aretina (SS 73)). Zudem liegt das östliche Gemeindegebiet an der Strada Statale 223 di Paganico.

## Städtepartnerschaften
Sovicille unterhält seit 2005 eine Partnerschaft mit der Gemeinde Veitsbronn in Mittelfranken.